# Dahmetal
Dahmetal er en kommune i den sydøstlige del af landkreis Teltow-Fläming i den den tyske delstat Brandenburg. Den hører under Amt Dahme/Mark som administreres fra byen Dahme.
Kommunen ligger i landskabet Nedre Fläming i floddalen til Dahme, omkring 45 kilometer sydøst for Luckenwalde.

## Landsbyer
- Görsdorf
- Prensdorf
- Wildau-Wentdorf